# Hospital Records
Hospital Records ist eines der größten und bekanntesten Plattenlabels im Drum & Bass-Sektor weltweit.

## Geschichte und Hintergründe
Die beiden Gründer des Labels Tony Colman und Chris Goss arbeiten schon seit 1993 zusammen, also zwei Jahre vor Entstehung der Firma. Tonys letzte Band war die Londoner Street-Soul/Jazzfunk Combo IZIT, welche von 1988 bis 1995 existierte. Chris arbeitete vorher in einem Plattenladen für Soul und Jazz im Londoner Stadtteil SoHo. Tony gründete 1992 das Label Tongue and Groove, in das Chris 1993 als Labelmanager eintrat. Chris und Tony fingen erst im Jahr 1994 an, gemeinsam Musik zu produzieren. 1995 schlossen sie das Label Tongue and Groove wieder und formten zwei neue Labels mit den Namen Hospital und Galactic Disco Music. Letzteres war ein Label für London-House und -Funk und Zuhause von Future Homosapiens, Orkestra Galactica and Funky Nasa – alles Spitznamen für Tony und Chris’ künstlerisches Schaffen in den Jahren 1996 bis 1998. Hospital jedoch wurde mit der Zeit das erfolgreichere der beiden Labels, weshalb Galactic Disco Music 1998 wieder geschlossen wurde. Hospitals erste Veröffentlichungen brachte dem Label eine kleine Untergrund-Fangemeinde ein, letztendlich war es im Frühling 1998 jedoch London Elektricitys Song In the Key of Knife, der dem Label die Aufmerksamkeit der gesamten Drum & Bass Szene bescherte. Tony and Chris’ erste LP Pull The Plug unter dem Namen London Elektricity (veröffentlicht im Sommer 1999), erhielt sehr gute Kritiken und wird heute als Klassiker unter den D&B-Alben gesehen.
Im Jahre 2000 veröffentlichten sie das erste in einer Serie von Freestyle-Compilations mit dem Namen Out Patients, womit sie signalisierten, dass Hospital nicht mehr nur ein reines Drum & Bass-Label sei. Kurz darauf veröffentlichte ihr Ziehsohn Tim Land aka Landslide dort sein Debüt-Album Drum+Bossa und lockte damit ein gänzlich neues Publikum aus der Jazz-, Breakbeat- und 2-Step-Szene an. Danny Byrd unterzeichnete seinen Vertrag im Sommer 2000, dazu gesellten sich Fabio und gegen Ende des Jahres Link Barrett, heute besser bekannt als High Contrast.
Da ihr Label immer größer wurde, zog sich Chris 2002 aus dem Studio zurück, um sich ganz auf die Arbeit bei Hospital Records konzentrieren zu können und überließ Tony somit die Verantwortung für London Elektricity. Zu dieser Zeit wurde London Elektricity dank einer Reihe sehr erfolgreicher Veröffentlichungen von Kompilationen wie Plastic Surgery oder der Out Patients-Reihe bis hin zu gut angenommenen Künstleralben wie High Contrasts Debüt True Colours und London Elektricitys Billion Dollar Gravy, zu einer der gefragtesten D&B-Combos.
Das 2004 veröffentlichte Live Gravy und The Future Sound of Cambridge waren weitere Bausteine zum Erfolg des Labels und brachten Talente wie Nu-Tone und Logistics hervor. Cyantific unterschrieb seinen Plattenvertrag. High Contrasts zweites Album High Society mit den Stücken Basement Track und Racing Green wurden auf BBCs Daytime Radio 1 oder auch dem Notting Hill Carnival rauf und runter gespielt. Das Label zog in jenem Jahr von Baron’s Court nach Forest Hill, Süd-London um, wo es heute seinen Hauptsitz hat.
2006 wurde das Sublabel „Med School“ gegründet, welches besonders auf junge Newcomer ausgerichtet ist. Den ersten Release brachte S.P.Y. mit Black Flag / Double Dragon.
Hospital Records gewann 2011 die Auszeichnung „Best Label“ bei den Drum and Bass Arena Awards.

## Hospitality
Hospitality ist eine labeleigene Eventreihe, auf welcher mehrere Interpreten des Labels auftreten. 2014 fand im The O2 in London eines der größten Hospitality-Events zum 18. Geburtstag des Labels statt.
Inzwischen bestehen außer den regulären Festivals auch weitere Kategorien wie z. B. Hospitality BBQ, Hospitality in the Park sowie Hospitality On The Beach. Außerdem werden Compilation-CDs zu den Events veröffentlicht. In Deutschland ist die Halle02 in Heidelberg regelmäßiger Veranstaltungsort der Hospitality-Events.

## Künstler

### Hospital Records
- London Elektricity
- Netsky
- High Contrast
- Danny Byrd
- Nu:Tone
- Logistics
- Camo & Krooked
- S.P.Y
- Fred V & Grafix
- Metrik
- Hugh Hardie
- Krakota
- Urbandawn
- Reso
- Lynx
- Maduk
- Makoto
- Inja
- Mitekiss
- Unglued
- Degs
- Kings of the Rollers

### Med School Music
- Anile
- Bop
- Etherwood
- Frederic Robinson
- Keeno
- Lakeway
- Lung
- Rawtekk
- Royalston
- The Erised
- Unquote
- Whiney

## Hospital Records Radio
Am 2. September 2014 kündigte Hospital Records an sich mit Microsoft und Playground Games zusammengetan zu haben, um den virtuellen Radiosender Hospital Records für das am 30. September 2014 erscheinende Computerspiel Forza Horizon 2 zu entwickeln.
| Song                                         | Künstler           |
| -------------------------------------------- | ------------------ |
| Move Around feat. Ian Shaw                   | Camo & Krooked     |
| Like A Byrd                                  | Danny Byrd         |
| Spoken (S.P.Y. Remix)                        | Etherwood          |
| Hydra                                        | Fred V & Grafix    |
| Recognise                                    | Fred V & Grafix    |
| The Road Goes On Forever                     | High Contrast      |
| Nocturne                                     | Keeno              |
| Out Of Nowhere                               | Keeno              |
| Seasons (feat. Lifford)                      | Logistics          |
| Somersaults                                  | Logistics          |
| Yikes!                                       | London Elektricity |
| Believe                                      | Metrik             |
| Slipstream                                   | Metrik             |
| Roundabout                                   | NuTone             |
| Valence                                      | NuTone             |
| Photone Recruits (Phace Remix)               | Rawtekk            |
| Break Em                                     | Reso               |
| Lunar                                        | Royalston          |
| Cold Harsh Air (feat. Total Science & Grimm) | S.P.Y.             |
| Love Life                                    | Netsky             |

Hospital Records kündigte am 27. September 2016 eine erneute Zusammenarbeit mit Microsoft und Playground Games für Forza Horizon 3 an.
| Song                                              | Künstler           |
| ------------------------------------------------- | ------------------ |
| Constellations (Forza Horizon 3 VIP Mix)          | Fred V & Grafix    |
| Tape Loops (Feat. Hugh Hardie)                    | London Elektricity |
| Aurora (Feat. Metrik)                             | Camo & Krooked     |
| Throw Ya Hands                                    | Danny Byrd         |
| Ultraviolet                                       | Fred V & Grafix    |
| One More Moment (Feat. Cepasa)                    | Keeno              |
| Lust Thrust                                       | Krakota            |
| Cadence                                           | Metrik             |
| Get Away From Here (Instrumental)                 | Netsky             |
| 'Til Dawn                                         | Nu:Tone            |
| Blight Mamba                                      | Royalston          |
| What The Future Holds (Feat. Ian Shaw)            | S.P.Y.             |
| Solarize (Feat. Logistics)                        | Maduk              |
| Sea Air                                           | Krakota            |
| Wish List                                         | Anile              |
| Blurred Memories (Feat. Synkro) (Etherwood Remix) | Bop                |
| Icarus (Feat. Hugh Hardie)                        | Logistics          |
| Souvenirs (Feat. Zara Kershaw)                    | Etherwood          |
| Only U (Real Quick)                               | Ownglow            |
| Komodo                                            | Whiney             |
| Hot Wheels Erweiterung                            |                    |
| Hi!                                               | Metrik             |

Auch in Forza Horizon 4 ist Hospital Records mit Hospital Records Radio vertreten.
| Song                                        | Künstler             |
| ------------------------------------------- | -------------------- |
| City Lights                                 | Bop & Subwave        |
| Haltija                                     | Etherwood            |
| Auckland Sunrise                            | Fred V & Grafix      |
| Sunrise: Autumn                             | Fred V & Grafix      |
| Sunrise: Winter                             | Fred V & Grafix      |
| Sunrise: Spring                             | Fred V & Grafix      |
| Sunrise: Summer                             | Fred V & Grafix      |
| Sunrise                                     | Fred V & Grafix      |
| Offshore                                    | Hugh Hardie          |
| Brave Face                                  | Keeno                |
| While The World Sleeps                      | Keeno                |
| Hot Wheels                                  | Kings of the Rollers |
| Mismatch                                    | Krakota              |
| Stomp Your Soul                             | Lakeway              |
| Let The Senses Clear Your Mind              | Logistics            |
| That’s A Switch                             | London Elektricity   |
| Wading Through Crowds (feat. Karina Ramage) | Makoto               |
| Dawnbreaker                                 | Metrik               |
| Veloce                                      | Mitekiss             |
| The Sound Of Your Smile                     | Nu:Logic             |
| Empire                                      | Polaris              |
| Lessons Learned                             | Polaris              |
| Rock Da House                               | S.P.Y                |
| Caffein                                     | Urbandawn            |
| Loki                                        | Urbandawn & Whiney   |

Hospital Records hat die in Forza Horizon 4 von Hospital Records Radio gespielten Songs als „Forza Horizon 4: Hospital Soundtrack“ veröffentlicht. (26. Oktober 2018)
In Forza Horizon 5 sind folgende Songs als „Forza Horizon 5: Hospital Soundtrack“ veröffentlicht worden. (26. November 2021)
| Song                               | Künstler             |
| ---------------------------------- | -------------------- |
| Zaichik                            | Bop & Subwave        |
| Nocturna                           | Camo & Krooked       |
| Unwritten                          | Degs                 |
| Naperone                           | Etherwood            |
| Bandicoot                          | Flava D              |
| Skyscraping                        | Fred V               |
| Alone (feat. Ruth Royall)          | Grafix               |
| Black Magic                        | Grafix, Dynamite MC  |
| Decard's Chords                    | Hugh Hardie          |
| Communications                     | Keeno                |
| Burn Out                           | Kings Of The Rollers |
| Boundless                          | Logistics            |
| Another Star                       | Makoto               |
| Trial Mountain (ft. Karina Ramage) | Makoto, Mitekiss     |
| Route 174                          | Metrik               |
| Utopia                             | Metrik               |
| Second Time Around                 | Nu:Tone              |
| Illusion Of Time                   | S.P.Y.               |
| Magnetosphere                      | Unglued              |
| Cielo                              | Urbandawn            |
| Fly Away                           | Urbandawn            |
| Turn Up                            | Whiney               |
| Midwest Shuffle                    | Winslow              |